# Jaime Murray
Jaime Murray (21 de Julho de 1976, Essex, Inglaterra) é uma atriz britânica, mais conhecida por interpretar Stacie Monroe em Hustle e Lila Tournay na segunda temporada do seriado Dexter. Interpretou a Fada Negra/Black Fairy na sexta temporada do seriado Once Upon a Time.

## Início da vida e Educação
Filha do também ator inglês Billy Murray e Elaine, uma hipnoterapeuta, ela nasceu em Londres na Inglaterra. Seu nome foi uma homenagem a personagem Jaime Sommers no The Bionic Woman interpretada por Lindsay Wagner. Antes de ser levada a Level (O GCE A Level corresponde à conclusão do segundo grau, no sistema brasileiro) foi diagnostica com dislexia. Estudou Filosofia e Psicologia na London School of Economics por algum tempo, mas desistiu e foi para Centro de Drama de Londres, graduando-se em 2000. Jaime tem duas irmãs e um irmão. Sendo Sarah e Jonathan por parte do primeiro casamento de seu pai (com Maureen) e Lizzy sua irmã mais nova também filha de sua mãe.

## O Sucesso
Foi para Hollywood para filmar Demons e logo conseguiu um papel no seriado Dexter como Lila West/Lila Tourney. Recentemente interpretou Afrodite, na minissérie Valentine. Também atuou em filmes como The Deaths of Ian Stone e Devil’s Playground e recentemente interpreta H. G. Wells no seriado Warehouse 13 e Gaia no seriado Spartacus no especiais Gods of Arena. Com esses papéis ela tornou-se mais conhecida como atriz. Tem atuado também como modelo.

## Principais Personagens
- Stahma Tarr (em Defiance) - Na produção mais recente do canal Syfy, Jaime é a esposa de Datak Tarr. Stahma e seu marido pertencem à raça alienígena dos Castithans, vindos do Sistema Votanis e radicados na Terra. Ela é o cérebro por trás de todas as ações do marido e consegue manipular as pessoas para conseguir o que quer, podendo ser fria e adorável ao mesmo tempo até atingir seus objetivos.

- Stacie Monroe (em Hustle) - É a "isca" da equipe de vigaristas londrinos. Tem a cabeça fria, é sexy, intuitiva, versátil, fascinante e tem a inteligência comparada a de Mickey (o líder e mais inteligente integrante). É a responsável pelas finanças do grupo e tem um grande carinho por Albert. seu relacionamento anterior com Mickey é explorado durante a série.[2]

- Lila West/Lila Tourney (em Dexter) — Participação durante a segunda temporada como "madrinha" do protagonista Dexter nos NA (Narcóticos Anônimos), Lila é uma artista britânica desequilibrada que passa a ter uma obsessão por Dexter.

- Grace Valentine (Afrodite) (em Valentine) - Jaime interpreta Afrodite, a deusa do amor, que usa o nome Grace Valentine para viver atualmente. Ela é a matriarca da família e seu trabalho é unir almas gêmeas.

- Helena G Wells (em Warehouse 13) -  Helena é uma agente do depósito que viveu a mais de 100 anos atrás que retorna pois esteve "congelada" no depósito. Torna-se grande amiga de Myka (Joanne Kelly ) e aparece em vários episódios auxiliando as missões.

- Gaia (em Spartacus - Gods of the Arena) - Gaia é manipuladora, aventureira e com poucas inibições quando se trata de homens e sexo. Ela tem uma reputação de seduzir homens casados, mas ela também seduz Lucretia e fala com entusiasmo de dormir com os gladiadores. Apesar disso, ela é honesta e carinho para com Lucretia e deseja ajudar e proteger. Ela quer se casar com um homem rico e está constantemente à procura. Gaia ajuda Lucretia e Batiatus com seu negócio, quando ela atrai Varis para sua casa para tentar colocar a casa de Batiatus nos jogos da nova Arena. Para tentar ajudar a amiga ela seduz Túlio, que acaba matando-a.

## Televisão
Atuações de Jaime Murray:
| Ano       | Seriado                                    | Personagem                  | Notas        |
| --------- | ------------------------------------------ | --------------------------- | ------------ |
| 2019      | Gotham                                     | Nyssa al ghul               | 1 episódio   |
| 2018      | The Originals                              | Antoinette                  | Recorrente   |
| 2016-2017 | Once Upon a Time                           | Fada Negra                  | Recorrente   |
| 2013      | Defiance                                   | Stahma Tarr                 | 12 episódios |
| 2011      | Ringer                                     | Olivia Charles              | 4 episódios  |
| 2010-2011 | Warehouse 13                               | H.G. Wells                  | 13 episódios |
| 2011      | Spartacus: Gods of the Arena               | Gaia                        | 4 episódios  |
| 2010      | Suite 7                                    | Jessy                       | 1 episódio   |
| 2009      | The Beautiful Life: TBL                    | Vivienne                    | 5 episódios  |
| 2009      | NCIS: Naval Criminal Investigative Service | ICE Agent Julia Foster      | 1 episódio   |
| 2009      | Eli Stone                                  | Diane Rundlet               | 1 episódio   |
| 2009      | The Mentalist                              | Nadia Sobell                | 1 episódio   |
| 2008–2009 | Valentine                                  | Grace Valentine / Aphrodite | 8 episódios  |
| 2007      | Dexter                                     | Lila West / Lila Turnay     | 10 episódios |
| 2004-2007 | O Golpe                                    | Stacie Monroe               | 24 episódio  |
| 2007      | Demons                                     | Rebecca                     |              |
| 2005      | Agatha Christie's Poirot                   | Ruth Kettering              | 1 episódio   |
| 2005      | ShakespeaRe-Told                           | Bianca Minola               | 1 episódio   |
| 2005      | Louve Soup                                 | Natalie Brown               | 1 episódio   |
| 2004      | Doctors and Nurses                         | Bella Olazabal              | 1 episódio   |
| 2003      | Keen Eddie                                 | Kiki                        | 1 episódio   |
| 2001-2002 | The Bill                                   | Melanie                     | 4 episódios  |
| 2002      | Casualty                                   | Sonia Guzman                | 1 episódios  |

| Filme                   | Ano     | Personagem                          |
| ----------------------- | ------- | ----------------------------------- |
| Fright Night 2          | 2013    | Gerri Dandridge / Elisabeth Báthory |
| Possessions             | 2011/12 | Chloe                               |
| Samuel Bleak            | 2011    | Vivian Bleak                        |
| Devil's Playground      | 2010    | Lavinia                             |
| The Rapture             | 2010    | Fiona                               |
| The Deaths of Ian Stone | 2007    | Medea                               |
| Animal                  | 2005    | Saleswoman                          |
| Botched                 | 2007    | Anna                                |

## Atuação como Modelo
Jaime trabalhou como modelo para a loja de departamentos britânica Debenhams que a escolheu devido a sua atuação em Hustle e apareceu em revistas masculinas (GQ, Mayfair e FHM) e Femininas (Hello!, Cosmopolitan e OK!)

## Prêmios

### Indicações
2008
- Saturn Awards - Melhor atriz codjuvante em série dramática